# G.Vaddahalli, Mulbagal
G.Vaddahalli là một làng thuộc tehsil Mulbagal, huyện Kolar, bang Karnataka, Ấn Độ.